# Fred Niblo
Fred Niblo (właśc. Frederick Liedtke; ur. 6 stycznia 1874 w Yorku, zm. 11 listopada 1948 w Nowym Orleanie) – amerykański aktor i reżyser filmowy. Był także członkiem założycielem Amerykańskiej Akademii Sztuki i Wiedzy Filmowej (AMPAS). Posiada swoją gwiazdę na Hollywoodzkiej Alei Gwiazd.
W połowie lat 20. XX w., gdy przemysł filmowy zaczął się rozwijać na zachodnim wybrzeżu, producent Louis B. Mayer, szef Metro-Goldwyn-Mayer postanowił stworzyć grupę, która służyłaby potrzebom producentów filmowych i rozwiązywałaby spory. W 1927 spotkał się z Fredem Beetsonem, sekretarzem Motion Picture Producers and Distributors of America oraz prezesem Central Casting, aktorem Conradem Nagelem i Fredem Niblo, aby położyć podwaliny pod wymyśloną przez siebie organizację. Z tego spotkania powstała Amerykańska Akademia Sztuki i Wiedzy Filmowej (AMPAS) przyznająca Oscary.

## Filmografia

### Aktor
- 1916: Get-Rich-Quick Wallingford jako J. Rufus Wallingford
- 1916: Oficer 666 jako Travers Gladwin jako Anne Mertons
- 1922: The Bootlegger's Daughter jako Wielebny Charles Alden
- 1940: Ellery Queen, Master Detective jako John Braun
- 1943: Zwariowany dom jako kierownik studia

### Reżyser
- 1916: Get-Rich-Quick Wallingford
- 1918: The Marriage Ring
- 1919: The Haunted Bedroom
- 1920: Znak Zorro (The Mark of Zorro)
- 1921: Trzej muszkieterowie (The Three Musketeers)
- 1922: Krew na piasku (Blood and Sand)
- 1923: Słynna pani Fair (The Famous Mrs. Fair)
- 1925: Ben-Hur (Ben-Hur: A Tale of the Christ)
- 1926: Kusicielka (The Temptress)
- 1926: Dama kameliowa (Camille)
- 1927: Diabelska tancerka (The Devil Dancer)
- 1928: Żar miłości (The Mysterious Lady)
- 1932: Two White Arms